# قائمة مذابح الأذربيجانيين
فيما يلي قائمة بالمجازر التي تعرض لها الأذربيجانيون التي حدثت عبر التاريخ.
خلال حقبة ما قبل الاتحاد السوفيتي، تم استخدام مصطلح «تتار القوقاز» للإشارة إلى المجموعة التي تسمى حاليًا «الأذربيجانيون»
| الأسم                           | التاريخ            | المكان                           | الجناة                                          | الضحايا (أعلى تقدير)                                                |
| ------------------------------- | ------------------ | -------------------------------- | ----------------------------------------------- | ------------------------------------------------------------------- |
| مجازر الأرمن - التتار 1905–1907 | 1905–1907          | باكو، كنجه، نخجوان، شوشا، تبليسي | أرمن و أذر                                      | 3,000 إلى 10,000 من كل الطرفين                                      |
| أيام مارس                       | مارس 1918          | باكو                             | قوات كومونة باكو                                | 3,000–12,000                                                        |
| 1920 ثورة جانجا                 | يونيو 1920         | كنجه                             | الجيش الأحمر                                    | 15,000                                                              |
| يناير الأسود                    | يناير 1990         | باكو                             | الجيش الأحمر                                    | 137; الرقم غير الرسمي يصل إلى 300                                   |
| مذبحة غوغارك                    | مارس – ديسمبر 1988 | محافظة لوري                      | الغوغاء الأرمن                                  | 11-21                                                               |
| الاستيلاء على قرداغلي           | فبراير 1992        | قرداغلي                          | القوات المسلحة لجمهورية أرتساخ الفوج 366 الروسي | غير واضح; 20 حسب المصادر الأذربيجانية، 53 حسب الضابط مونت ميلكونيان |
| مذابح خوجالي                    | فبراير 1992        | خوجالي                           | القوات المسلحة لجمهورية أرتساخ الفوج 366 الروسي | 613                                                                 |